# 神代ひまり
神代 ひまり（かみしろ ひまり、1988年9月17日 - ）は、日本の女性タレント、モデル。愛知県長久手市（出生時は愛知郡長久手町）出身。旧名は田中 優夏（たなか ゆうか）。
妹はネットアージュに所属し、モデル、レースクイーンとして活動していた「せいら」。

## 人物・来歴
以前はバグジー → スプラッシュ → ニュートラルマネジメント(NMT inc.) に所属していた。
南山短期大学（英語科）在学時には、中京テレビのバラエティ番組『TA☆RO』にTA☆ROガールとして2007年4月から11月まで出演。第5回ミス東京ガールズコレクションでは審査員特別賞を受賞。同時期に、韓国で1か月間のレッスンを重ね、Asia Pacific Super Model Contest (APSC) に日本代表として参加した。これを機に大学を中退し、東京へ進出。
2009年度大会・2010年度大会と2年連続でミス・インターナショナル日本代表選出大会にファイナリストとして出場。同年10月、雑誌『FLASH』（光文社）主催の『ミスFLASH2011』セミファイナリストにもなった。
東京での活動開始後には、テレビ朝日の『シルシルミシル』にレギュラーアシスタントとして出演。2010年12月22日放送分においては、パネラーとしてゲスト出演した。
2011年7月29日、妹のせいらと共に、出身地の長久手町（当時）を管轄する愛知県警愛知警察署（所在地：愛知県愛知郡東郷町）で「1日女性警察官」として防犯をPRした。
モデル業を軸にしているが、MCとしてイベントに起用されることもある。
2013年に芸名を神代ひまりに改め、新しいブログを立ち上げた。
2015年10月、放送作家の北本かつらと結婚。2017年2月、第1子となる長男を出産。
第1子出産以降は行政書士として活動していることが北本より明かされている。
特技はカート、ゴルフ、スキューバダイビング、料理。カートについてはB級ライセンスも取得している。

## 出演

### テレビ番組
- TA☆RO（2007年4月 - 11月、中京テレビ）
- SAKAE TA☆RO（中京テレビ）
- クラシックパーク（グリーンチャンネル） - クラパガール
- 志村けんのバカ殿様 2008秋の豪華爆笑スペシャル!!（2008年10月3日、フジテレビ）
- 知って見て得する情報バラエティ シルシルミシル（テレビ朝日） - アシスタント
- ジャガイモン（テレ朝チャンネル） - アシスタント
- うたばん（TBS）
- Goro's Bar Presents マイ・フェア・レディ（TBS）
- ZAK THE QUEEN（2009年、エンタ!371）
- うわさ体感バラエティ くちこみっ（フジテレビ）
- 志村軒（フジテレビ）
- くだまき八兵衛（テレビ東京）
- シルシルミシルさんデー（テレビ朝日） - アシスタント
- ぷらちなロンドンブーツ（テレビ朝日） - アシスタント
- 今年スゴかった人全員集合テレビ（テレビ朝日） - アシスタント

### テレビドラマ
- ケータイ刑事 銭形命（BS-TBS）

### イベント・ショー
- ミス東京ガールズコレクション - 審査員特別賞
- 2009ミス・インターナショナル - 日本代表候補
- 東急プラザ 表参道原宿 オープニングセレモニー
- Asia Pacific Super Model Contest - 日本代表
- JAM CITY ファッションショー
- タレントフィッシングカップ
- 愛知警察署 - 1日女性警察官
- 大國魂神社節分祭

### CM
- ルックJTB ナツタビ タビビト（JTB）
- 8×4（ニベア花王）
- 春のスター・ウォーズキャンペーン（セブン-イレブン）
- ブラビア（ソニー）
- 自動車保険（ソニー損保）
- ザ・コラーゲン（資生堂）
- カロリーウォーク（ムーンスター）
- プレフェミン（ゼリア新薬工業）
- ビフィーナビギン（森下仁丹）
- ビオレふくだけコットン うるおいリッチ（花王）
- FLOWER CART（不二ラテックス）
- ウコンの力 レバープラス（ハウスウェルネスフーズ）
- アクエリアス（日本コカ・コーラ）

### 雑誌
- ESSE（扶桑社）
- からだにいいこと（祥伝社）
- レタスクラブ（KADOKAWA）
- 月刊バズゴルフ（BUZZ GOLF） - レギュラー
- CLUB HARLEY（エイ出版社）